# باشگاه فوتبال فولاد نطنز
باشگاه فوتبال فولاد نطنز یک باشگاه فروپاشیدهٔ فوتبال ایرانی در شهر نطنز بوده است.
این باشگاه در ۱۳۸۹ تأسیس شده‌است. فولاد نطنز با دریافت امتیاز تیم سپاهان نوین در فصل ۹۰-۱۳۸۹ در لیگ آزادگان شرکت کرد ولی در پایان این فصل از مسابقات٬ به لیگ دسته دوم سقوط کرد. این تیم در سال ۱۳۹۰ منحل شد.

## بازیکنان برجسته پیشین
- مصطفی شجاعی
- هادی جعفری
- جلال‌الدین علی‌محمدی
- جواد ماهری
- شهریار شیروند
- جلال امیدیان
- اسماعیل کریمیان

## مربیان پیشین
- حسین چرخابی